# Saint-Cyr-les-Colons
Saint-Cyr-les-Colons is een gemeente in het Franse departement Yonne (regio Bourgogne-Franche-Comté) en telt 344 inwoners (1999). De plaats maakt deel uit van het arrondissement Auxerre.

## Geografie
De oppervlakte van Saint-Cyr-les-Colons bedraagt 48,5 km², de bevolkingsdichtheid is 7,1 inwoners per km².
De onderstaande kaart toont de ligging van Saint-Cyr-les-Colons met de belangrijkste infrastructuur en aangrenzende gemeenten.

## Demografie
Onderstaande figuur toont het verloop van het inwonertal (bron: INSEE-tellingen).